# Пятилетка
Пятиле́тка или пятиле́тний план — метод планирования развития стран, включающий разработку целевых показателей социально-экономического развития на срок 5 лет.

## Пятилетнее планирование в СССР и странах социалистического блока
Пятилетние планы развития народного хозяйства СССР использовались как инструмент быстрого экономического развития СССР с 1928 года. Планы разрабатывались централизованно в общенациональном масштабе специально созданным государственным органом (Госпланом СССР) под руководством Коммунистической партии Советского Союза.
Пятилетние планы в качестве основного инструмента планирования применялись также во многих социалистических странах, как правило, на основе опыта СССР. Страны члены Совета экономической взаимопомощи (СЭВ) осуществляли также совместную плановую деятельность на основе принятой долговременной Комплексной программы социалистической экономической интеграции.
Страны социалистического блока, применявшие пятилетнее планирование:
- СССР — Пятилетки СССР (1928—1991)
- Албания (с 1951)[1]
- Болгария (с 1948)[2]
- Венгрия (с 1950)[3]
- Польша[4]
- Румыния (1951—1989)[5]
- Чехословакия (с 1949)[6]
- Куба (с 1976)[7]
- Монголия (с 1945)[8]

## Несоциалистические страны, которые применяли пятилетнее планирование
Пятилетнее планирование, как инструмент управления экономическим развитием государства, использовало множество несоциалистических государств:
- Аргентина (1947—1955)[9]
- Афганистан (с 1957)[10]
- Бурунди (с 1968)[11]
- Габон (с 1966)[12]
- Египет (с 1960)[13]
- Индонезия (c 1956)[14]
- Ирак (с 1970)[15]
- Иран (с 1948)[16]
- Камбоджа (1960—1964)[17]
- Камерун (с 1960)[18]
- Лесото (с 1971)[19]
- Мали (1961—1968)[20]
- Марокко (с 1968)[21]
- Непал (с 1950)[22]
- Пакистан
- Сирия (с 1961)[23]
- Франция
- Япония

- Сомали (1963—1967)[24]
- Того (с 1965)[25]
- Турция (с 1962)[26]
- Южная Корея — Пятилетки Южной Кореи (1962—1996)
- Эфиопия

## В других странах
- Белоруссия (с 1996)
- Вьетнам (с 1958)
- Индия — Пятилетки Индии (1 апреля 1951 — март 2017)[27][28]
- Китайская Народная Республика — Пятилетки Китая (с 1953)[29]
- Малайзия (с 1966)[30]
- Бутан — Пятилетки Бутана (с 1961)